# Potamogeton sparganiifolius
Potamogeton sparganiifolius är en nateväxtart som först beskrevs av Lars Levi Læstadius och Fr. (pro. sp.  Potamogeton sparganiifolius ingår i släktet natar, och familjen nateväxter. Inga underarter finns listade.